# Milaan-Turijn 1942
De 30ste editie van de wielerwedstrijd Milaan-Turijn vond plaats op zondag 8 maart 1942. De wedstrijd startte in Milaan en finishte 239 kilometer later in Turijn. 
De Italiaan Pietro Chiappini won de wedstrijd voor de tweede maal.

## Uitslag
| Plaats  | Naam                 | Ploeg     | Tijd     |
| ------- | -------------------- | --------- | -------- |
| Winnaar | Pietro Chiappini     | Legnano   | 7u34'00" |
| 2       | Osvaldo Bailo        | Viscontea | z.t.     |
| 3       | Salvatore Crippa     | Aquilano  | z.t.     |
| 4       | Marco Marangoni      |           | z.t.     |
| 5       | Enrico Bolis         |           | z.t.     |
| 6       | Spirito Godio        | Lancia    | +1'00"   |
| 7       | Giovanni De Stefanis | Bianchi   | z.t.     |
| 8       | Oreste Sperandio     |           | +1'10"   |
| 9       | Domenico Pedevilla   | Olmo      | +1'35"   |
| 10      | Alfredo Martini      | Bianchi   | +2'10"   |

1876 · 1877 - 1892 · 1893 · 1894 · 1895 · 1896  · 1897 - 1902   · 1903 · 1904 · 1905 · 1906 - 1910 · 1911 · 1912 · 1913 · 1914 · 1915 · 1916 · 1917 · 1918 · 1919 · 1920 · 1921 · 1922 · 1923 · 1924 · 1925 · 1926 - 1930 · 1931 · 1932 · 1933 · 1934 · 1935 · 1936 · 1937 · 1938 · 1939 · 1940 · 1941 · 1942 · 1943 · 1944 · 1945 · 1946 · 1947 · 1948 · 1949 · 1950 · 1951 · 1952 · 1953 · 1954 · 1955 · 1956 · 1957 · 1958 · 1959 · 1960 · 1961 · 1962 · 1963 · 1964 · 1965 · 1966 · 1967 · 1968 · 1969 · 1970 · 1971 · 1972 · 1973 · 1974 · 1975 · 1976 · 1977 · 1978 · 1979 · 1980 · 1981 · 1982 · 1983 · 1984 · 1985 · 1986 · 1987 · 1988 · 1989 · 1990 · 1991 · 1992 · 1993 · 1994 · 1995 · 1996 · 1997 · 1998 · 1999 · 2000 · 2001 · 2002 · 2003 · 2004 · 2005 · 2006 · 2007 · 2008 · 2009 · 2010 · 2011 · 2012 · 2013 · 2014 · 2015 · 2016 · 2017 · 2018 · 2019 · 2020 · 2021 · 2022 · 2023 · 2024 · 2025